# Nyctiprogne vielliardi
Nyctiprogne vielliardi е вид птица от семейство Caprimulgidae. Видът е почти застрашен от изчезване.

## Разпространение
Видът е разпространен в Бразилия.